# ФК Морава Чокот
ФК Морава Чокот је фудбалски клуб из Чокота, приградског насеља у ГО Палилула, град Ниш. Члан је фудбалског Савеза Ниша.

## Историја
Основан је 1949. године под именом ФК Баштован. Његови оснивачи били су Вукашин Недељковић Муна и Мирко Радојевић Босанац. Прву фудбалску лопту у Чокоту донео је Анђелковић Најдан, као дар ФК Партизан из Београда. Приликом гостовања Партизана у Нишу и након одигравања пријатељске утакмице против тадашњег клуба " 14. октобар ", први фудбал је стигао у Чокот. Поред лопте, Анђелковић Најдан је добио и голмански дрес, који је на поменутој утакмици носио Шоштарић.
Касније, клуб мења име у ОФК Чокот. Под тим именом су уследили највећи успеси овог клуба. Клуб је био два пута првак међуопштинске лиге „Југ” и два пута освајач фудбалског купа „Комуне”, победивши у финалу најпре ФК „Јастребац” из Азбреснице 7:4 а потом и екипу „ЈНА” из Ниша са 4:2 у коме је играо Асим Ферхатовић Хасе, касније најбољи играч ФК Сарајева. У тој успешној генерацији су играли: Анђелковић Најдан, Стојковић Слободан,Ђокић Синиша, Коцић Драгослав, Петровић Звонимир, Лазаревић Хранислав, Костић Станимир - Даса, Јовановић Радисав - Суља, Стојковић Братислав - Мофи, Стајић Драгослав и Денић Сретен.
Касније по трећи пут, клуб седамдесетих година прошлог века мења име у данашње ФК „Морава”. У Чокоту се истински играо фудбал између свих моравских села. Чокот је тада живео за фудбалске утакмице. Посебно се памти реванш сусрет за првака Међуопштинске лиге против ФК Црвена Застава из Хума, који је у Чокоту пратило преко 2000 гледалаца.
У периоду од 1994. године па до данас клуб се такмичи у општинским ранговима ФС Ниша и активан је носилац спортских дешавања у западном делу Града Ниша. Посебно се исказао као организатор традиционалног „Илинданског” ноћног турнира у малом фудбалу. Нажалост, из административних разлога ова манифестација се од 2009. године више не одржава.
Своје утакмице ФК Морава игра на стадиону „Беле боцке” у Чокоту, који се налази на алувијалној равни Јужне Мораве, недалеко од насеља и представља добро дрениран и водопропустљив терен.

## Новији резултати
| Сезона   | Ранг | Лига             | Позиција | ИГ | Д  | Н | П  | ГД | ГП  | ГР  | Бод | Куп             |
| -------- | ---- | ---------------- | -------- | -- | -- | - | -- | -- | --- | --- | --- | --------------- |
| 2016/17. | 6    | Друга нишка лига | 8        | 20 | 8  | 1 | 11 | 35 | 51  | -16 | 25  | прво коло       |
| 2015/16. | 6    | Друга нишка лига | 7        | 22 | 9  | 3 | 10 | 47 | 52  | -5  | 30  | прво коло       |
| 2014/15. | 6    | Друга нишка лига | 7        | 24 | 11 | 1 | 12 | 52 | 56  | -4  | 34  | није учествовао |
| 2013/14. | -    | -                | -        | -  | -  | - | -  | -  | -   | -   | -   | -               |
| 2012/13. | -    | -                | -        | -  | -  | - | -  | -  | -   | -   | -   | -               |
| 2011/12. | 6    | Друга нишка лига | 6        | 24 | 13 | 4 | 7  | 63 | 55  | +8  | 43  | није учествовао |
| 2010/11. | 6    | Друга нишка лига | 11       | 28 | 7  | 5 | 16 | 43 | 76  | -33 | 26  | није учествовао |
| 2009/10. | 5    | Прва нишка лига  | 14       | 28 | 4  | 1 | 23 | 19 | 116 | -97 | 13  | није учествовао |
| 2008/09. | 6    | Друга нишка лига | 1        | 16 | 12 | 1 | 3  | 51 | 12  | +39 | 37  | прво коло       |

## Тренутна постава
| Бр. |        | Позиција | Играч             |
| --- | ------ | -------- | ----------------- |
| 1   | Србија | Г        | Марио Петровић    |
| 2   | Србија | О        | Стефан Маринковић |
| 3   | Србија | О        | Марко Љубеновић   |
| 4   | Србија | О        | Денис Дима        |
| 5   | Србија | О        | Светозар Ристић   |
| 6   | Србија | О        | Далибор Илић      |
| 7   | Србија | О        | Милован Илић      |
| 8   | Србија | С        | Никола Станковић  |
| 9   | Србија | С        | Милош Миленковић  |
| 10  | Србија | С        | Иван Стошковић    |
| 11  | Србија | С        | Марјан Маринковић |

| Бр. |        | Позиција | Играч               |
| --- | ------ | -------- | ------------------- |
| 12  | Србија | С        | Никола Илић         |
| 13  | Србија | С        | Милош Лазаревић     |
| 14  | Србија | С        | Предраг Миладиновић |
| 15  | Србија | С        | Милош Миленовић     |
| 16  | Србија | С        | Марко Лазић         |
| 17  | Србија | С        | Душан Маринковић    |
| 18  | Србија | Н        | Дарко Илић          |
| 19  | Србија | Н        | Лазар Илић          |
| 20  | Србија | Н        | Данијел Саитовић    |
| 21  | Србија | Н        | Никола Денић        |
| 22  | Србија | Н        | Александар Борисов  |
| 23  | Србија | Н        | Горан Стојиљковић   |
| 24  | Србија | Н        | Марко Тасић         |
| 25  | Србија | Г        | Марко Динић         |